# Microlepia × bipinnata
Microlepia × bipinnata là một loài dương xỉ trong họ Dennstaedtiaceae. Loài này được Y.Shimura mô tả khoa học đầu tiên năm 1979.